# Nicolau Oresme
Nicolau Oresme (francès: Nicole Oresme)  (Fleury-sur-Orne, c. 1320 - Lisieux, 11 de juliol de 1382) va ser un erudit medieval conseller de Carles V de França i divulgador científic. Un cràter de la Lluna porta el seu nom.

## Biografia
Oresme va nàixer a un municipi que aleshores s'anomenava Allemagne, actualment conegut com a Fleury-sur-Orne, dins del Ducat de Normandia, a poca distància de Caen. Segurament va tenir un origen pobre, per la qual cosa va poder estudiar al Col·legi de Navarra de la Universitat de París gràcies a diversos patronatges. Allà va estudiar Filosofia als anys 1340's, quan també hi eren Jean Buridan o Albert de Saxònia, per a aconseguir el doctorat el 1356.
El 1362 va entrar al servei del Delfí de França, futur rei Carles V, fins que en una data indeterminada entre 1364 i 1365 va ser nomenat degà de la catedral de Rouen, càrrec del qual es va absentar en nombroses ocasions per fer els seus treballs acadèmics o per participar de la docència a París. Des de 1356, la casa reial li va estar encarregant diferents treballs, sobre tot traduccions al francès de les obres d'Aristòtil. Finalment, el 1377 va ser nomenat bisbe de Lisieux càrrec que va ocupar fins a la seva mort el 1382, una época de la qual es coneixen poques informacions.

## Filosofia
En filosofia, Nicolau Oresme deia que els éssers estan compostos de repeticions complexes d'elements molt simples, igual que la música pot crear cançons ben variades a partir de combinar de mode diferent les mateixes set notes. Cada individu busca l'autoperfecció malgrat la percepció imperfecta de l'exterior i les agressions del medi ambient. També va defensar el nominalisme.
En l'àmbit més concret de la filosofia natural, en el seu Livre du ciel et du monde, va invocar l'argument de la simplicitat (la navalla d'Ockham) i va emprar la teoria de l'ímpetu elaborada pel seu mestre Jean Buridan, per tal de demostrar que les raons proposades per la física aristotèlica contra el moviment del planeta Terra no eren vàlides. Va dir que no es pot demostrar que siguin els cels i no la Terra els qui roten, ni que és la Terra la que es mou, i no els cossos celestials. En general, l'argument de Nicolau Oresme a favor del moviment terrestre és més explícit i fins i tot més clar que el que fou donat dos segles després per Nicolau Copèrnic, si bé no va donar una obra clau com la d'aquest.
Nicolau Oresme va especular també sobre la possibilitat de què hi hagués altres «mons habitats a l'espai».
A més, va combatre l'astrologia, que considerava una simple superstició.
Entre altres avenços, fou també Nicolau Oresme qui va descobrir la curvatura de la llum per obra de la refracció atmosfèrica; encara que aquest descobriment s'atribueix habitualment a Robert Hooke.

## Matemàtiques
En el seu Tractatus de configurationibus qualitatum et motuum es troben les seves contribucions matemàtiques més destacades. En particular, va introduir un mètode per mostrar gràficament les velocitats amb el qual va representar el moviment uniformemente accelerat. Poc abans del seu treball, s'havia especulat sobre si una qualitat o forma accidental —com la velocitat o la calor—, es podia distingir o precisar per la seva intensio (el seu grau o valor en un determinat moment) essent l'extensio corresponent la variable afectada (així el temps desenvolupat o bé la longitud de la vareta escalfada). Aquests dos termes, utilitzats en llibres escolàstics, foren reemplaçats per latitud (latitudo) i longitud (longitudo). Pero l'important és que, buscant com aclarir-los, Nicolau Oresme va concebre la idea de fer-los visibles en un pla mitjançant dues coordenades rectangulars, mostrant així com es generava una configuració. Va proposar que la figura —la configuració— es podia estendre com una veritable 'característica' de la pròpia qualitat analitzada. Va dir que era 'uniforme' si la línia recta de la intensitat era paral·lela a la longitud; i era 'disforme' si era una recta no paral·lela (uniformemente accelerada) o si era una corba (no uniformemente accelerada), com es comprenia bé en l'anàlisi del moviment local (en el qual es va centrar). Per tant, la latitudo o intensitat representava la velocitat, i la longitudo representava el temps, de mode que l'àrea de la figura representava l'espai o distància recorreguda.
Amb el seu gràfic, va poder representar bé l'anomenat Teorema de la velocitat mitjana, i aclarir a fons totes les proposicions que havien intuït els matemàtics del Merton College, d'Oxford, uns pocs anys abans amb la seva «Àlgebra de les paraules».
Aquests gràfics foren utilitzats profusament en el Renaixement tardà, a Alemanya, França i Itàlia (entre altres, per Leonardo da Vinci, Girolamo Cardano i Galileo Galilei, però no es pot considerar un precursor d'aquest últim perquè una diferència clau entre les exposicions de Galileo Galilei i les de Nicolau Oresme es troba en què el segon considerava distintes qualitats canviants (físiques o no físiques), però no així succeïa amb Galileo, que a més va buscar com provar les físiques, locals en el seu cas.
Els seus escrits sobre magnituds el fan també un precursor de la geometria analítica i els sistemes estocàstics. Va idear un mètode per fer càlculs amb exponents fraccionaris, que va aplicar al temperament igual en musicologia. En aquest camp va fer importants estudis sobre acústica i els factors que determinen el timbre musical.
D'altra banda, va fer la primera demostració de què la sèrie harmònica simple, de terme general 1/n, era divergente. Va demostrar que si s'agrupaven els termes de certa manera s'obtenia la suma minorant 1 + 1/2 + 1/2 + 1/2 + ... + 1/2..., el valor de la qual òbviament és infinit.

## Economia
Tot i que s'ha afirmat que Oresme és l'autor del primer tractat dedicat totalment a un problema econòmic, el Traité des monnaies,, la veritat és que el text és més aviat de natura jurídica i política, estant dedicat, sobre tot, a combatre l'adulteració de la moneda.